# 다케오카 미호
다케오카 미호(일본어: 竹岡 美穂 타케오카 미호[*], 7월 1일 ~ )은 일본의 삽화가이다. 도쿄도 출신.
제 9회 코발트 일러스트 대상 수상을 계기로 삽화가가 된다. 소설가 다케오카 하즈키와 친자매.

## 작품

### 삽화
- 언덕집의 믹키 신장판 (저 : 구미 사오리 / 집영사 / 코발트 문고)
- 아리스 시리즈 신장판 (저 : 다나카 마사미 / 집영사 / 코발트 문고)
- 아크엘타루하 (저 : 가제노 우시오 / 샤이브 / 컬러풀 문고)
- 천년의 시간을 지나서 (저 : 사와무라 린 / 갓켄 / 엔터틴 클럽)
  - 천년의 시간을 잊어서 (저 : 사와무라 린 / 갓켄 / 엔터틴 클럽)
- 피요 피요 킹덤 (저 : 기무라 고 / 미디어 팩토리 /MF문고)
- 문학소녀 시리즈 (저 : 노무라 미즈키 / 엔터 브레인 / 패미통 문고)
- 황혼색의 명영사 (저 : 사자네 게 / 후지미 쇼보 / 후지미 판타지아 문고)
- 낭독CD 첼로 키는 고슈 (원작 : 미야자키 겐지 / 소리의 문학관) 자켓

### 일러스트 집
- 문학소녀의 추상화랑 (언터 브레인)